# Wilhelm-Maybach-Schule Heilbronn
Die Wilhelm-Maybach-Schule Heilbronn (WMS) ist eine berufsbildende Schule im Technischen Schulzentrum Heilbronn in Heilbronn in Baden-Württemberg. Das Aufbaugymnasium wurde 1969 gegründet. Es ermöglicht den Schülern innerhalb von drei Jahren den Erwerb der allgemeinen Hochschulreife.
1973 wurde die damalige Gewerbeschule nach dem gebürtigen Heilbronner Wilhelm Maybach in Wilhelm-Maybach-Schule Heilbronn umbenannt. Aktuell (Stand: 2018) werden die Profile Mechatronik, Technik und Management, Informationstechnik und Gestaltungs- und Medientechnik angeboten. Derzeit besuchen 2172 Schüler die Schule.

## Geschichte

### Chronologie
Der Gemeinderat der Stadt Heilbronn beriet 1968 über die Einrichtung eines Technischen Gymnasiums in Heilbronn. Am 23. Januar 1969 beschloss der Gemeinderat als Träger der Schule, der Unterricht könne im September 1969 beginnen.
1998 sollte die ganze WMS einen Computer mit Internet-Anschluss erhalten. Dass dies nicht ausreichend war, war klar, weshalb sich der Leiter des TGs, Werner Fröhlich, für 50 ISDN-Leitungen für die insgesamt 500 PCs des Technischen Schulzentrums einsetzte. Da alleine die WMS 20-30 Anschlüsse benötigte, leistete sie sich einen Teil der Anschlüsse für insgesamt 450 000 Mark aus eigener Kasse. Bei der Verkabelung setzte sich unter anderem auch ein Lehrer des TGs ein, was half die Kosten möglichst gering zu halten. Als Sonderzuwendungen gab es nur 85 000 Mark plus noch einmal 40 000 Mark für die Aufrüstung im IT-Bereich, weshalb die Schule mit der Stadt um einen Kostenübernahme verhandelte.
Ab 1999 standen den insgesamt 2500 Schülern der WMS 100 Computer mit Internetanschluss zur Verfügung. Gleichzeitig wurde auch jedem Schüler eine eigene E-Mail-Adresse zur Verfügung gestellt. Ermöglicht wurde das Ganze durch ein Projekt von Schülern, die somit der Stadt ca. 200 000 Mark pro Jahr sparen, da keine Firma zur Einrichtung und Wartung des Systems beauftragt werden musste, sondern die IT-Schüler ihr Wissen an ihre Nachfolger weitergaben.
Von August 2007 an wurde ein neuer Gebäudeteil gebaut, in dem sich nun die Kantine, Küche und die von zwei Seiten verglaste Aula befinden. Einher mit den Bauarbeiten an der Mensa wurden auch der Südausgang und das Foyer umgebaut. Durch die im Schuljahr 2008/2009 eröffnete Kantine wurde der Kiosk am jetzigen Nordausgang überflüssig und verschwand. Ermöglicht wurde die Kantine unter anderem von der Stadt Heilbronn, die finanzielle Mittel für die Essensbetreuung der Schüler zur Verfügung stellte.
2014 wurde nach fünf Jahren Planungs- und Bauzeit der D-Bau eröffnet. Der umgebaute Gebäudeteil beherbergt Werkstätten, in denen geschmiedet, geschweißt und gelötet werden kann. In dem Gebäudeteil wird unter anderem auch Unterricht in Metallbautechnik und Pneumatik veranstaltet.
2017 wurden die neuen Chemieräume fertig gestellt, die durch moderne Einrichtung den Unterricht fördern. Die vorigen Räume blieben fast 40 Jahre lang unverändert, weshalb diese Erneuerung dringend nötig war. 2019 wurden weiter Räume zu Multifunktionsräumen umgebaut, vornehmlich für den Physikunterricht. Einhergehend mit dem Umbau wurde neues Lehr- und Anschauungsmaterial angeschafft, so dass in den Räumlichkeiten Chemie- und Physikunterricht mit modernster Technik und state-of-the-art Material stattfindet.
2022 wurden energetische Sanierungsarbeiten beendet. Der Wärme- und Kälteschutz liefert nun im Sommer und Winter ein ideales Raumklima für den Unterricht. Gleichzeitig wurde die ganze Schule mit einem leistungsstarken WLAN Netz ausgestattet, damit der Unterricht mit Tablets gewährleistet ist. Zur umfangreichen Ausstattung der Räume gehören qualitativ hervorragende Projektoren, Anschlüsse für die Stromversorgung, Elmos und Qualitätslautsprecher.

### Personelle Änderungen
Unter Willi Glasze, der 1984 zum Schulleiter der WMS wurde und bis 2003 diese Position bekleidete wurde der Förderverein der WMS gegründet.
Ab der Gründung des TGs bis zum Jahr 1996 war Dieter Kinzler Abteilungsleiter. In seinen 27 Jahren in dieser Position unterrichtete er Sport und Mathematik. Er war sehr ruhig und besonnen und dafür bei seinen Kollegen sehr geschätzt und auch bei den Schülern beliebt.
1996 übernahm Herr Fröhlich die Leitung des TGs. Zusätzlich zu seiner Funktion als Abteilungsleiter war er auch noch Vorsitzender der Abiturkommission Technik am Kultusministerium Baden-Württemberg. Unter seiner Leitung kamen noch die Profilfächer GMT (Gestaltungs- und Medientechnik), IT (Informationstechnik) und TuM (Technik und Management) zum Profilfach Technik hinzu. Dadurch wurde das TG zum zwischenzeitlich größten und vielfältigstem TG in ganz Baden-Württemberg. Später kam auch noch Spanisch als dritte Fremdsprache am TG dazu. Die Reichweite des TGs war damals so groß, dass sogar viele Schüler aus dem Sinsheimer, Ludwigsburger und Mosbacher Raum zum Heilbronner TG kamen. Dieser Ansturm endete jedoch mit einer Reform des Kultusministeriums, die an jeder Berufsschule ein Berufliches Gymnasium vorsah. Dieser Rückgang in den Schülerzahlen war dann auch der Auslöser das Profil Technik in Mechatronik umzuwandeln, da durch die moderneren Inhalte mehr Schüler daran interessiert waren.
2015 übernahm Herr Lenczak die Leitung des TGs. In seine Zeit fielen die zahlreichen Umbaumaßnahmen des Schulgebäudes und grundlegende Veränderungen des Lehrplans. Der Baulärm und nicht benutzbare Zimmer stellten hohe Anforderungen an die Planung und die Durchführung guten Unterrichts. Die größte Herausforderung war die Zeit der Pandemie, diese war geprägt von täglichen Coronatests, Maskenausgaben, Desinfizieren der Räume nach dem Unterricht, Schulschließungen und Fernunterricht. Die Lehrerinnen und Lehrer mussten vom Home-Office aus unterrichten und sich schnellstens in Microsoft Teams einarbeiten. Zudem mussten infizierte Schüler dem Gesundheitsamt gemeldet werden, diese Meldungen waren an sieben Tagen in der Woche erforderlich.
2021 wurde zudem ein neuer Bildungsplan eingeführt. Die Profile wurden in Schwerpunkte umbenannt. Der Begriff Profil bezeichnet nunmehr nur noch die Richtung. Am Technischen Gymnasium ist dies das Profil Technik. Zur Umsetzung des Lehrplans waren in jedem Fach mehrere Pflichtschulungen angesetzt, teilweise Online. Dies beeinträchtigten das operative Tagesgeschäft, sprich den Unterricht.
Herr Lenczak verlängerte seine Leitungstätigkeit als Angestellter um 18 Monate und ging im Juli 2024 in Rente.
Die Nachfolge blieb seitens des Regierungspräsidiums lange Zeit ungeklärt. Im August 2024 schließlich kam die inoffizielle Nachricht, dass Frau Christine Landes, die Leitung übernimmt.
Offiziell wurde die Stellenbesetzung im Herbst 2024 bestätigt.
Von 2003 bis 2016 war Herr Troßbach der Schulleiter, der sich immer für die Schüler eingesetzt hat und laut Mergel „in den letzten Jahren den Bildungsstandort Heilbronn maßgeblich geprägt und entwickelt“ hat.
Seit 2016 war Herr Thumm als Schulleiter der WMS im Amt. Er ging im Juli 2024 in Pension. Seine Nachfolger wurde Herr Röpke.

### Austauschprogramme
1996 fand ein Rugbyspiel mit französischen Schülern statt, die wegen eines Schüleraustauschs eine Woche an der WMS blieben. Die französischen Schüler brachten auf dem Boden eines ehemaligen amerikanischen Baseballfelds den TG-Schülern Rugby bei, was durch schlechte Wetterbedingungen erschwert wurde.
Der nächste Schüleraustausch stand schon wieder 1997 an. Finanziert wurde der Austausch zwischen den Schülern der Athens High School in Troy und des Heilbronner TGs von Daimler-Benz und Ford, die in Form eines Stipendiums je zwei Schülern den Austausch ermöglichten.

## Profile

### Leitsatz
„In Wissen zu investieren bringt immer noch die besten Zinsen“
Das TG ist ein dreijähriges Gymnasium in Aufbauform. Es will naturwissenschaftlich – technisch begabten jungen Menschen den Zugang zu einer wissenschaftlichen Hochschule oder Universität ermöglichen.
Neben der Betonung der mathematisch – naturwissenschaftlich – technischen Fächer wird im Unterricht gebührender Wert auf die geisteswissenschaftlichen Fächer gelegt. Die Berufsbezogenheit in den einzelnen Fächern wird hervorgehoben.

### Mechatronik
|                  | Maschinenbau                                                                            | Elektrotechnik                                                                                |
| ---------------- | --------------------------------------------------------------------------------------- | --------------------------------------------------------------------------------------------- |
| Eingangsklasse   | Technische Kommunikation Fertigungstechnik Werkstoffkunde Fertigungs- und Prüfverfahren | Grundlagen Elektrotechnik Elektronische Bauelemente Steuerungstechnik                         |
| Jahrgangsstufe 1 | Werkstoffkunde Statik Energietechnik                                                    | Analog- und Digitalwandlung Operationsverstärker Steuerungstechnik Elektrische Energietechnik |
| Jahrgangsstufe 2 | Festigkeitslehre und Getriebe Antriebstechnik                                           | Elektrische Energietechnik Drehstromantriebe                                                  |

### Technik und Management
|                  | Elektronik, Maschinenbau                                             | Betriebswirtschaftslehre                               |
| ---------------- | -------------------------------------------------------------------- | ------------------------------------------------------ |
| Eingangsklasse   | Technische Kommunikation Fertigungstechnik Grundlagen Elektrotechnik | Vertragsrecht Buchführung Lagerhaltung                 |
| Jahrgangsstufe 1 | Steuerungstechnik CNC-Technik Statik                                 | Kostenrechnung Investitionsrechnung Finanzierung       |
| Jahrgangsstufe 2 | Festigkeitslehre Lager und Getriebe Energietechnik                   | Existenzgründung Unternehmung Arbeits- und Sozialrecht |

### Gestaltungs- und Medientechnik
| Eingangsklasse   | Flächengestaltung und visuelle Wahrnehmung Typographie, Layout und technische Darstellung Verfahren der Projektbearbeitung Freihandzeichnung von Objekten |
| Jahrgangsstufe 1 | Verfahren der Projektbearbeitung Mediengestaltung und Produktgestaltung Designtendenzen                                                                   |
| Jahrgangsstufe 2 | Verfahren der Projektbearbeitung Gestaltung interaktiver Multimediaprodukte übergreifendes Projekt                                                        |

### Informationstechnik
| Eingangsklasse   | Digitaltechnik Programmierbare Logik Systemgestaltung Programmentwicklung in C++                         |
| Jahrgangsstufe 1 | Logik- und Flip-Flop-Schaltungen Mikrocontrollertechnik Datenbanksysteme Unified Modeling Language (UML) |
| Jahrgangsstufe 2 | Mikrocontrollertechnik Betriebssysteme Netztechnik Unified Modeling Language (UML)                       |

## SMV
Als Schülermitverantwortung (SMV) wird in Baden-Württemberg die gewählte Schülervertretung der Schüler einer Schule bezeichnet. Die SMV vertritt im Rahmen ihrer schulgesetzlichen Möglichkeiten die Schülerschaft nach innen und außen und ist stimmberechtigtes Mitglied der Schulkonferenz.
Außerdem versucht die SMV der WMS den Schulalltag durch verschiedene Veranstaltungen zu bereichern.
In der Vergangenheit geschah dies unter anderem durch Turniere in verschiedenen Sportarten, Skiwochenenden, Weihnachtsfeiern, Sommerfesten und auch Sozialen Aktionen wie Blutspende oder Stammzellentypisierung.
Als finanzielle Absicherung verkauft die SMV in den Pausen im „Milchlädle“ Süßigkeiten und Getränke. SMV intern fand auch ein Ausflug statt.
An der Gesamten Wilhelm-Maybach-Schule werden vier Schülersprecher gewählt, die alle Schüler vertreten.

## Schülerpreise
Der Maybach-Preis wird seit 1979 an Schüler der WMS verliehen und zeichnet Schüler mit besonders guten schulischen Leistungen und sozialem Engagement aus. Es erhalten immer die fünf besten Schüler des Jahrgangs den Preis.
An die Abiturienten werden folgende Preise verliehen.
- Notendurchschnitt 1,0
- Preis der Studienstiftung des Deutschen Volkes
- Scheffelpreis (Beste/-r in Deutsch)
- Robert-Mayer-Preis[9]
- Physikpreis Deutsche Physikalische Gesellschaft e.V.
- DMW Mathematik Preis
- Geschichtspreis
- Fremdsprachenpreise
  - Englisch
  - Spanisch
  - Französisch
- Profilpreis
  - Informatik
  - Gestaltungs- und Medientechnik
  - Technik und Management
- Sozialpreis
- Ferry Porsche Preis
- Paul-Schempp-Preis (Evangelische Religionslehre)

## Besonderheiten

### Projekte

#### Das Solarmobil „Solix“
Das bisher größte Projekt war das Solarmobil „Solix“. Unter der Betreuung des Projektleiters Herr Schlegel und Herr Plück bauten die fünf Schüler ein Solarmobil nach den Anforderungen der Tour de Sol.

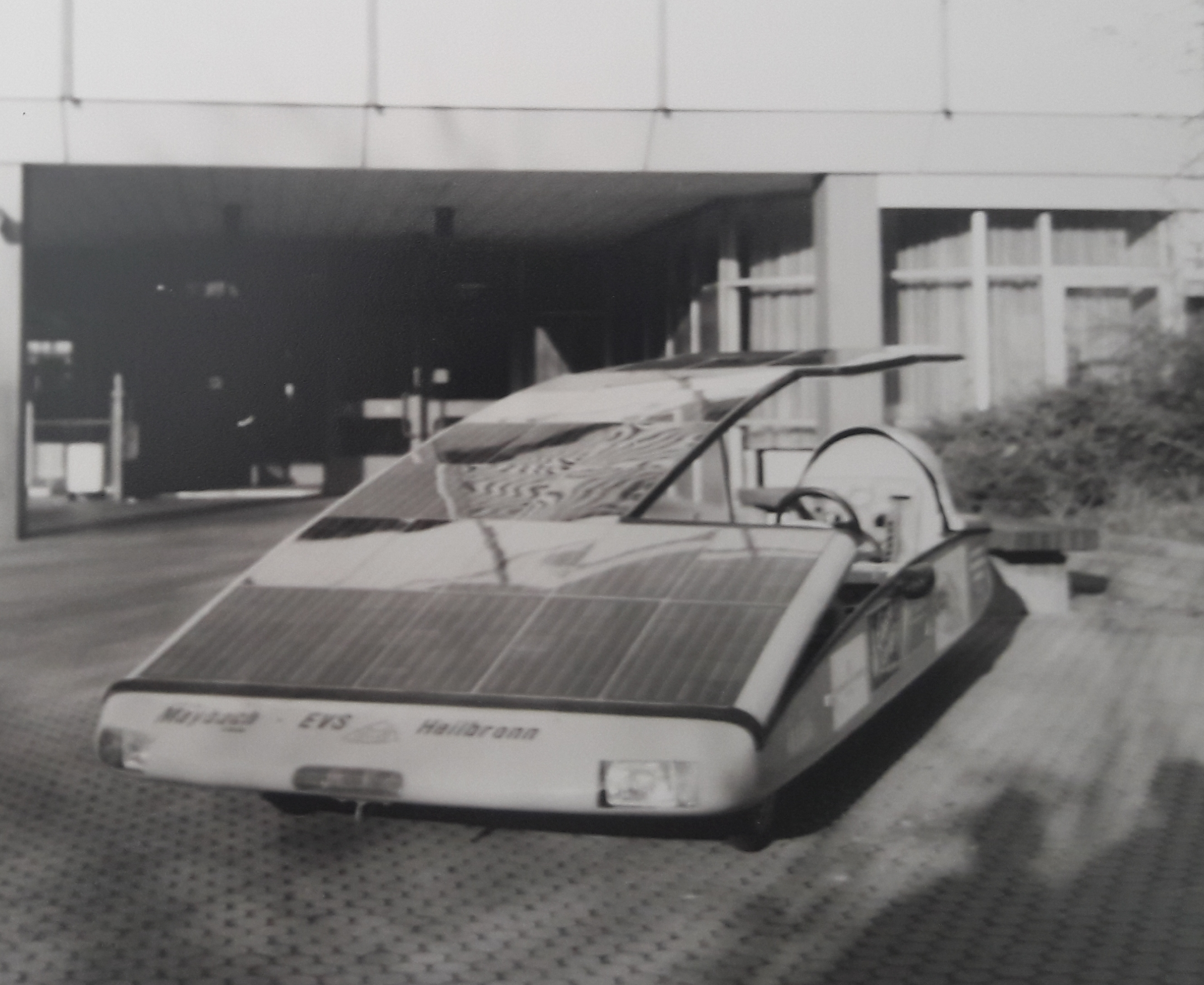
Solarmobil „Solix“

Im Fokus der Schüler stand der Bau eines aerodynamischen Fahrzeugs in Leichtbauweise mit einer selbsttragenden Karosserie. Im Zuge der Energieeinsparung setzten die Schüler auf ein Energierückgewinnungssystem beim Abbremsen und Schieben des Solarmobils. Beim Jugend forscht Wettbewerb im Jahr 1994 belegte das Solarmobil den ersten Platz.

#### Roboter als Handhabungsautomat
1990 bauten drei Schüler unter der Leitung von Herr Hess einen Handhabungsautomaten. Aufgrund des hohen Arbeitsaufwands begannen die Schüler schon im 11. Schuljahr mit Entwürfen und Computerberechnungen. Das Ergebnis der Arbeit war ein Roboter, der mittels CPU in Verbindung mit SPS angesteuert werden kann.

### Seminarkurse
Im Folgenden einige exemplarische Seminarkurse:
- 2002: U-Boot
- 2008: Dampfmaschine.
- 2010: Vollautomatisches Gewächshaus
- 2011: Migration in Heilbronn – Kurzfilm
- 2012: Bau einer CNC-Portalfräse
- 2013: Elektroumrüstung eines Motorrollers
- 2014: Elektrokart
- 2015: bau einer Drohne
- 2016: Entwicklung eines Konzeptfahrzeugs am Beispiel Porsche
- 2017: Wandkolorierungsroboter
- 2020: LKW der Zukunft

### Arbeitsgemeinschaften
- Mathe-AG
- Physik-AG
- Mountainbike-AG
- Informatik-AG (innerhalb der Informatikklasse)

### Theateraufführungen
- 2017: „Der Trafikant“ – Robert Seethaler
- 2016: „Die Letzte am Schafott“ – Gertrud von le Fort
- 2015: „Match Point“ – Woody Allen
- 2014: „Faust. Eine Tragödie“ – Johann Wolfgang von Goethe
- 2013: „Falsch“ nach dem Theaterstück „The Children’s Hour“ (deutsch „Kinderstunde“) – Lillian Hellman
- 2013: „Das Versprechen“ – Friedrich Dürrenmatt
- 2012: „Pizza Pizza“ – Amy Holden Jones
- 2011: „Das Parfum“ – Patrick Süskind
- 2010: „Die zwölf Geschworenen“ – Reginald Rose
- 2008: „Jugend ohne Gott“ – Ödön von Horváth

## Bekannte Schüler
- Rainer Dahlem (* 1946), Gewerkschafter
- Tobias Vogt (* 1985), Politiker (CDU),  Abgeordneter des baden-württembergischen Landtags